# 托尔纳瓦卡斯
托尔纳瓦卡斯，是西班牙埃斯特雷马杜拉卡塞雷斯省的一个市镇。总面积77平方公里，总人口1305人（2001年），人口密度17人/平方公里。